# José Francisco Aranda García
José Francisco Aranda García (Saragossa, 19 de març de 1925 - Madrid, 20 de juliol de 1989) va ser un assagista i crític de cinema aragonès.
Era fill del catedràtic de Biologia Francisco Aranda Millán, governador civil de Badajoz durant la Segona República Espanyola i afusellat per les tropes revoltades durant la guerra civil espanyola. Va fer estudis de dret, música i art. El 1945 va participar en la fundació del Cineclub de Saragossa i el 1950 es trasllada a Portugal, on desenvolupa una intensa activitat en cineclub i cultura cinematogràfica i coneix Manoel de Oliveira. Per primera vegada perfila l'estudi de l'obra de Luis Buñuel especialment L'Âge d'or, Un chien andalou i Las Hurdes, tierra sin pan. El 1956 va investigar al Dansk Filmmuseum de Copenhague i el 1958 marxa a París, on treballà com a encarregat de la fototeca de la Cinémathèque Française sota la supervisió de Henri Langlois i va escriure articles a revistes cinematogràfiques europees com Sight and Sound, Cahiers du cinéma, Kosmorama, Films and Filming i Filmkritik, on va fer conèixer el Nou Cinema Espanyol i va fer articles sobre els treballs de Juan Antonio Bardem, Luis García Berlanga, Carlos Saura i Basilio Martín Patino. Va participar com a jurat a diversos festivals de cinema i el 1961 va conèixer personalment Luis Buñuel en el rodatge de Viridiana.
Va culminar els seus estudis sobre Buñuel amb el llibre Luis Buñuel. Biografía crítica, publicat el 1970 i corregit el 1975, on estudia no sols la seva obra sinó també la seva biografia. Després va investigar el surrealisme en el cinema, sobre el que publicar un estudi el 1981.

## Obres
- Cinema de Vanguardia en España (1953)
- Luis Buñuel. Biografía crítica (Lumen, Barcelona), 1970
- Os poemas de Luis Buñuel (1971 ed. Arcadia)
- El surrealismo español (1981)

## Premis
Medalles del Cercle d'Escriptors Cinematogràfics
| Any  | Categoria     | Motiu                          | Resultat  |
| ---- | ------------- | ------------------------------ | --------- |
| 1970 | Millor llibre | Luis Buñuel. Biografía crítica | Guanyador |